# Jailbreak

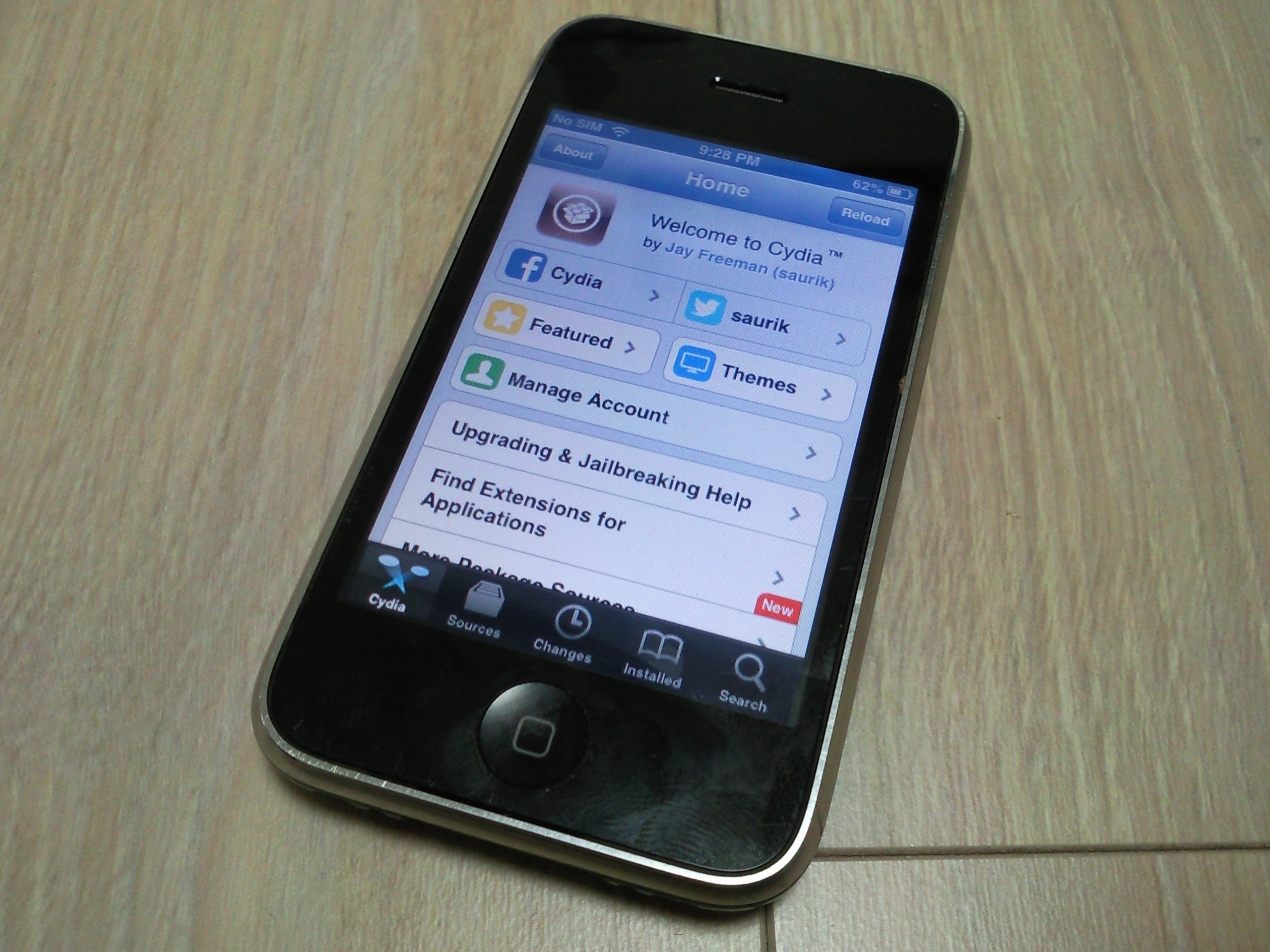
Software Cydia pro jailbreak iOS

Jailbreak je softwarová úprava mobilního telefonu iPhone, která umožňuje obcházet omezení operačního systému iOS. Zejména umožňuje instalaci aplikací mimo oficiální App Store a různé úpravy uživatelského rozhraní a funkcionalit zařízení. Tato úprava zvyšuje bezpečnostní rizika, může vést ke ztrátě záruky a způsobit problémy s výkonem zařízení nebo jeho trvalé poškození.
Využívání jailbreaku bylo populární v minulosti, v prvních verzích iOS a telefonů iPhone.

## Význam slova
Slovo jailbreak je možné rozložit jako:
- jail – vězení
- break – zlomit

Což v tomto případě znamená dostat se z vězení uzavřeného operačního systému (konkrétně iOS).

## Podstata
Po jailbreaku lze do iPhonu instalovat neoficiální aplikace (nevydávané v App Store), které mají přístup do souborového systému. Lze to provést přes aplikace:
- Cydia (pouze u FW 2.0 a novější)
- Installer
- Icy
- Sileo
- Zebra

nebo přes SSH (například programem PuTTY).
Instalace neoficiálních aplikací je asi nejobvyklejší důvod jailbreaku, ale po jailbreaku lze i různými způsoby (přes SSH, nainstalované aplikace) upravovat systémové soubory – mazat je, přejmenovávat atd.
Jailbreak je často přirovnáván k Rootování Androidu, kde je však méně omezení, která je potřeba překonat.

## Provedení
Jailbreak lze provést následujícími nástroji (některé jsou pro starší FW, jiné pro novější):
- ZiPhone
- QuickPwn
- redsn0w
- PwnageTool
- blackra1n
- Spirit
- jailbreakme.com
- Limera1n
- GreenPois0n
- Cinject
- Absinthe
- Evasi0n
- Evasi0n7
- Pangu
- Pangu8
- Pangu9
- TaiGJBreak
- Yalu
- unc0ver
- Chimera
- Electra
- Checkra1n (Jailbreak který je funkční pro všechny iOS verze nad iOS 12.4, ovšem pouze pro modely s čipem pod A12.)

## Výhody
Přístup do souborového systému, z čehož plyne:
- instalace neoficiálních aplikací
  - instalace aplikací na změnu vzhledu GUI (např. SummerBoard, WinterBoard, Customize, …)
  - stahování motivů vzhledu
  - instalace různých utilit
  - aplikace MobileTerminal (unixový shell)
  - aplikace Display Recorder
  - aplikace MxTube (stahování videí z http://www.youtube.com)
  - aplikace AnyRing nebo UnlimTones (nastavení vlastního vyzvánění)
  - instalace různých her
- instalace nelegálních (cracknutých) aplikací

Unlock telefonu – softwarové odemknutí zahraničního iPhone pro použití s jakýmkoliv operátorem.
Zakladatel Cydie Jay Freeman odhadoval že 8,5 % iPhonů a iPodů je jailbreaknutých, tohle číslo je v dnešní době ovšem mnohem méně realistické jelikož vytvořit jailbreak je každou verzí iOSu těžší a již není tolik důvodů proč iOS jailbreakovat.

## Nevýhody
Diskutuje se o možném neuznání reklamace (při důvodu reklamace kvůli SW závadě). Zatím nejsou známy případy neuznání reklamace kvůli HW závadě na telefonu s jailbreakem.
První červ pro iPhone se objevil na telefonech, které prošly jailbreakem. Ovšem na začátku roku 2011 proběhlo soudní líčení, kde byl nakonec jailbreak uznán legálním.[zdroj⁠?!]

## Přístroje
| Přístroj                                              | Jailbreak | Jailbreaknutý firmware | První možnost jailbreaku | Datum vypuštění přístroje |
| ----------------------------------------------------- | --------- | ---------------------- | ------------------------ | ------------------------- |
| iPhone                                                | Ano       | 1.0 – 3.1.3            | 10. červenec 2007        | 29. červen 2007           |
| iPod Touch 1. generace                                | Ano       | 1.1 – 3.1.3            | 10. červenec 2007        | 5. září 2007              |
| iPhone 3G                                             | Ano       | 2.0 – 3.1.3            | 20. červenec 2008        | 11. červenec 2008         |
| iPod Touch 2. generace (non-MC model)                 | Ano [ 4 ] | 2.1.1 – 3.1.3          | 11. březen 2009          | 9. září 2008              |
| iPhone 3GS (vyjímaje iBoot-359.3.2 s firmwarem 3.1.3) | Ano       | 3.0 – 3.1.3            | 3. červenec 2009         | 17. červen 2009           |
| iPhone 3GS (s iBootem-359.3.2)                        | Ano       | 3.0 – 3.1.3            | 4. listopad 2009         | 19. červen 2009           |
| iPod Touch 2. generace (8GB MC model)                 | Ano       | 3.1 – 3.1.3            | 2. listopad 2009         | 9. září 2009              |
| iPod Touch 3. generace (32 a 64GB modely)             | Ano       | 3.1 – 3.1.3            | 11. listopad 2009        | 9. říjen 2009             |
| iPad (Wi-Fi model)                                    | Ano       | 3.2                    | 4. duben 2010            | 3. duben 2010             |
| iPad (3G model)                                       | Ano       | 3.2                    | 2. květen 2010           | 30. duben 2010            |
| iPhone 4                                              | Ano       | 4.0 - 7.1.2            | -                        | 7. červen 2010            |
| iPhone 4S                                             | Ano       | 5.0 - 9.3.5            | 20. leden 2012           | 5. říjen 2011             |
| iPhone 5                                              | Ano       | 6.0 - 10.3.3           | únor 2013                | září 2012                 |
| iPhone 5C                                             | Ano       | 7.0 - 9.0.2            | prosinec 2013            | září 2013                 |
| iPhone 5S                                             | Ano       | 12.0 - 13.4            | prosinec 2013            | září 2013                 |
| iPhone 6                                              | Ano       | 12.0 - 13.4            | říjen 2014               | září 2014                 |
| iPhone 6 Plus                                         | Ano       | 12.0 - 13.4            | říjen 2014               | září 2014                 |
| iPhone 6s                                             | Ano       | 12.0 - 13.4            | 14. říjen 2015           | září 2015                 |
| iPhone 6s Plus                                        | Ano       | 12.0 - 13.4            | 14. říjen 2015           | září 2015                 |
| iPhone SE                                             | Ano       | 12.0 - 13.4            | 24. července 2016        | březen 2016               |
| iPhone 7 a iPhone 7 Plus                              | Ano       | 12.0 - 13.4            | 28. prosince 2016        | září 2016                 |
| iPhone 8 a iPhone 8 Plus                              | Ano       | 12.0 - 13.4            | 26. prosince 2017        | září 2017                 |
| iPhone X                                              | Ano       | 12.0 - 13.4            | 26. února 2018           | listopad 2017             |
| iPhone XR                                             | Ano       | 12.0 - 13.4            | 26. února 2018           | říjen 2018                |
| iPhone XS a iPhone XS Max                             | Ano       | 12.0 - 13.4            | 26. února 2018           | září 2018                 |
| iPhone 11, iPhone 11 Pro a iPhone 11 Pro Max          | Ano       | 13.3                   | -                        | září 2019                 |